# Vòng loại Cúp FA 1998-99
Vòng loại Cúp FA 1998–99 là mùa giải thứ 118 của giải đấu Cúp bóng đá lâu đời nhất trên thế giới, được tổ chức tại nước Anh. Tổng cộng có 558 câu lạc bộ tham dự giải, giảm 5 đội so với các mùa trước. Một số lượng lớn các câu lạc bộ bóng đá từ cấp độ 5 đến cấp độ 8 trong Hệ thống các giải bóng đá ở Anh tham dự ngay vòng sơ bộ cho đến vòng loại thứ 4. Chọn ra 32 đội bóng bao gồm các đội thuộc cấp độ 3 và 4 tham dự vòng loại thứ 5.

## Vòng sơ loại

### Những trận kết thúc
| Thứ tự | Đội nhà                                | Tỷ số | Đội khách                                   |
| ------ | -------------------------------------- | ----- | ------------------------------------------- |
| 1      | Abingdon Town                          | 0-3   | Maidenhead United                           |
| 2      | Arlesey Town                           | 0-2   | Barking                                     |
| 3      | Ashford Town (Kent)                    | 1-1   | Margate                                     |
| 4      | Ashford Town (Middx)                   | 1-3   | Erith & Belvedere                           |
| 5      | Ashington                              | 2-1   | Horden Colliery Welfare                     |
| 6      | Ashton United                          | 5-2   | Willington                                  |
| 7      | Atherton Collieries                    | 1-2   | Armthorpe Welfare                           |
| 8      | Backwell United                        | 2-1   | Calne Town                                  |
| 9      | Bacup Borough w/o-scr Blackpool Rovers |       |                                             |
| 10     | Bashley                                | 4-2   | Ramsgate                                    |
| 11     | Bideford                               | 1-2   | Barnstaple Town                             |
| 12     | Boston Town                            | 2-0   | Blackstone                                  |
| 13     | Bowers United                          | 5-3   | Wootton Blue Cross                          |
| 14     | Bradford Park Avenue                   | 4-1   | Easington Colliery                          |
| 15     | Bridgnorth Town                        | 3-3   | Borrowash Victoria                          |
| 16     | Bridgwater Town                        | 5-0   | Welton Rovers                               |
| 17     | Burgess Hill Town                      | 1-0   | Thame United                                |
| 18     | Burnham Ramblers                       | 2-1   | Soham Town Rangers                          |
| 19     | Bury Town                              | 1-1   | Tilbury                                     |
| 20     | Canvey Island                          | 6-1   | Stansted                                    |
| 21     | Chatham Town                           | 1-1   | Horsham                                     |
| 22     | Chelmsford City                        | 6-0   | Fakenham Town                               |
| 23     | Cirencester Town                       | 3-2   | Chippenham Town                             |
| 24     | Corby Town                             | 0-4   | Leek C S O B                                |
| 25     | Cowes Sports                           | 1-2   | Dorking                                     |
| 26     | Dartford                               | 0-0   | Reading Town                                |
| 27     | Deal Town                              | 4-1   | Hillingdon Borough                          |
| 28     | Desborough Town                        | 1-0   | Cheshunt                                    |
| 29     | Durham City                            | 2-0   | Dunston Federation Brewery                  |
| 30     | Eastbourne Town                        | 1-0   | Herne Bay                                   |
| 31     | Egham Town                             | 2-2   | Fisher Athletic London                      |
| 32     | Elmore                                 | 1-0   | Yate Town                                   |
| 33     | Eynesbury Rovers                       | 3-3   | Southall                                    |
| 34     | Falmouth Town                          | 1-0   | Devizes Town                                |
| 35     | Fareham Town                           | 0-2   | Croydon                                     |
| 36     | Farnham Town                           | 1-1   | Hailsham Town                               |
| 37     | Felixstowe Port & Town                 | 1-2   | Ford Sports Daventry                        |
| 38     | Flixton                                | 3-0   | Northallerton Town                          |
| 39     | Folkestone Invicta                     | 2-3   | Tonbridge Angels                            |
| 40     | Ford United                            | 2-0   | Wellingborough Town                         |
| 41     | Godalming & Guildford                  | 1-2   | Banstead Athletic                           |
| 42     | Guisborough Town                       | 1-3   | Rossington Main                             |
| 43     | Halesowen Harriers                     | 2-1   | Stourport Swifts                            |
| 44     | Halstead Town                          | 3-0   | Flackwell Heath                             |
| 45     | Harpenden Town                         | 3-2   | Burnham                                     |
| 46     | Harrogate Town                         | 1-2   | Burscough                                   |
| 47     | Hinckley United                        | 2-0   | Rushall Olympic                             |
| 48     | Hornchurch                             | 1-1   | London Colney                               |
| 49     | Kingsbury Town                         | 4-4   | Grays Athletic                              |
| 50     | Leyton Pennant                         | 2-1   | Wembley                                     |
| 51     | Littlehampton Town                     | 1-4   | Fleet Town                                  |
| 52     | Lye Town                               | 0-1   | Racing Club Warwick                         |
| 53     | Marlow                                 | 2-1   | Hemel Hempstead                             |
| 54     | Marske United                          | 1-1   | Billingham Synthonia                        |
| 55     | Matlock Town                           | 4-1   | Redditch United                             |
| 56     | Minehead Town                          | 4-0   | Frome Town                                  |
| 57     | Molesey                                | 1-4   | Oxford City                                 |
| 58     | Newport A F C                          | 0-0   | Weston Super Mare                           |
| 59     | Oldbury United                         | 2-0   | Shifnal Town                                |
| 60     | Oldham Town                            | 0-2   | Warrington Town                             |
| 61     | Paulton Rovers                         | 2-1   | Bemerton Heath Harlequins                   |
| 62     | Portfield                              | 1-1   | Eastleigh                                   |
| 63     | Potters Bar Town                       | 2-2   | Wealdstone                                  |
| 64     | Potton United                          | 0-3   | Baldock Town                                |
| 65     | Ramsbottom United                      | 0-0   | Maine Road                                  |
| 66     | Rossendale United                      | 0-3   | Brigg Town                                  |
| 67     | Sandwell Borough                       | 0-3   | Blakenall                                   |
| 68     | Sheffield                              | 2-4   | Atherton Laburnum Rovers                    |
| 69     | Shepshed Dynamo                        | 1-1   | Barwell                                     |
| 70     | Shotton Comrades                       | 1-2   | Jarrow Roofing Boldon Community Association |
| 71     | St Leonards                            | 2-1   | Wick                                        |
| 72     | Stafford Rangers                       | 3-0   | Boldmere St Michaels                        |
| 73     | Stockton                               | 1-4   | Liversedge                                  |
| 74     | Stotfold                               | 2-2   | Sudbury Town                                |
| 75     | Stowmarket Town                        | 5-1   | Gorleston                                   |
| 76     | Sutton Coldfield Town                  | 1-0   | V S Rugby                                   |
| 77     | Tadcaster Albion                       | 1-0   | Ossett Town                                 |
| 78     | Thackley                               | 2-1   | Hebburn                                     |
| 79     | Torrington                             | 0-1   | Melksham Town                               |
| 80     | Trafford                               | 4-1   | Peterlee Newtown                            |
| 81     | Tring Town                             | 0-2   | Waltham Abbey (tie awarded to Tring Town)   |
| 82     | Welwyn Garden City                     | 6-1   | East Thurrock United                        |
| 83     | Wisbech Town                           | 2-3   | Bedford Town                                |
| 84     | Witney Town                            | 3-0   | Northwood                                   |
| 85     | Wokingham Town                         | 0-2   | Camberley Town                              |
| 86     | Yorkshire Amateur                      | 1-3   | Witton Albion                               |

### Những trận đá lại
| Thứ tự                                 | Đội nhà                | Tỷ số | Đội khách           |
| -------------------------------------- | ---------------------- | ----- | ------------------- |
| 3                                      | Margate                | 1-2   | Ashford Town (Kent) |
| 15                                     | Borrowash Victoria     | 0-2   | Bridgnorth Town     |
| 19                                     | Tilbury                | 3-2   | Bury Town           |
| 21                                     | Horsham                | 3-1   | Chatham Town        |
| 26                                     | Reading Town           | 0-3   | Dartford            |
| 31                                     | Fisher Athletic London | 6-0   | Egham Town          |
| 33                                     | Southall               | 6-0   | Eynesbury Rovers    |
| 36                                     | Hailsham Town          | 3-2   | Farnham Town        |
| 48                                     | London Colney          | 1-0   | Hornchurch          |
| 49                                     | Grays Athletic         | 7-0   | Kingsbury Town      |
| 54                                     | Billingham Synthonia   | 3-0   | Marske United       |
| 58                                     | Weston Super Mare      | 1-0   | Newport A F C       |
| 62                                     | Eastleigh              | 0-3   | Portfield           |
| 63                                     | Wealdstone             | 5-3   | Potters Bar Town    |
| 65                                     | Maine Road             | 1-2   | Ramsbottom United   |
| 69                                     | Barwell                | 3-3   | Shepshed Dynamo     |
| (Shepshed Dynamo won 7-6 on penalties) |                        |       |                     |
| 74                                     | Sudbury Town           | 2-1   | Stotfold            |

## Vòng loại 1

### Những trận kết thúc
| Thứ tự | Đội nhà                  | Tỷ số | Đội khách                                                                   |
| ------ | ------------------------ | ----- | --------------------------------------------------------------------------- |
| 1      | A F C Newbury            | 1-2   | Tooting & Mitcham United                                                    |
| 2      | Andover                  | 2-5   | Deal Town                                                                   |
| 3      | Arnold Town              | 3-1   | Knypersley Victoria                                                         |
| 4      | Arundel                  | 0-7   | Camberley Town                                                              |
| 5      | Ash United               | 7-1   | Pagham                                                                      |
| 6      | Ashington                | 0-2   | Louth United                                                                |
| 7      | Ashton United            | 2-1   | Tow Law Town                                                                |
| 8      | Atherton Laburnum Rovers | 0-4   | Chester-Le-Street Town                                                      |
| 9      | Backwell United          | 10-1  | Downton                                                                     |
| 10     | Baldock Town             | 1-3   | Great Wakering Rovers                                                       |
| 11     | Banbury United           | 3-1   | Harpenden Town                                                              |
| 12     | Barking                  | 3-2   | Warboys Town                                                                |
| 13     | Barnstaple Town          | 1-0   | Evesham United                                                              |
| 14     | Beaconsfield S Y C O B   | 2-1   | Concord Rangers                                                             |
| 15     | Bedfont                  | 5-2   | Whitstable Town                                                             |
| 16     | Bedford United           | 0-3   | Royston Town                                                                |
| 17     | Bedlington Terriers      | 11-1  | Pickering Town                                                              |
| 18     | Belper Town              | 3-0   | Alfreton Town                                                               |
| 19     | Billingham Synthonia     | 7-0   | Darwen                                                                      |
| 20     | Billingham Town          | 7-3   | Denaby United                                                               |
| 21     | Blakenall                | 1-0   | Hinckley United                                                             |
| 22     | Bognor Regis Town        | 2-4   | Newport I O W                                                               |
| 23     | Bootle                   | 2-3   | Bradford Park Avenue                                                        |
| 24     | Boston Town              | 0-5   | Eastwood Town                                                               |
| 25     | Bourne Town              | 1-2   | Glossop North End                                                           |
| 26     | Bowers United            | 1-3   | Flackwell Heath                                                             |
| 27     | Brackley Town            | 0-2   | Wivenhoe Town                                                               |
| 28     | Bridgnorth Town          | 0-4   | Hucknall Town                                                               |
| 29     | Bridgwater Town          | 1-0   | Bridport                                                                    |
| 30     | Brigg Town               | 1-0   | Garforth Town                                                               |
| 31     | Brislington              | 3-3   | Pershore Town                                                               |
| 32     | Brockenhurst             | 1-7   | Dorking                                                                     |
| 33     | Brook House              | 1-3   | Aveley                                                                      |
| 34     | Buckingham Town          | 0-1   | Wealdstone                                                                  |
| 35     | Burgess Hill Town        | 1-3   | Saltdean United                                                             |
| 36     | Burnham Ramblers         | 2-2   | Basildon United                                                             |
| 37     | Burscough                | 2-0   | Jarrow Roofing Boldon Community Association                                 |
| 38     | Canvey Island            | 5-3   | Histon                                                                      |
| 39     | Chadderton               | 1-1   | Ryhope Community Association                                                |
| 40     | Chalfont St Peter        | 3-3   | St Neots Town                                                               |
| 41     | Chipstead                | 2-0   | Redhill                                                                     |
| 42     | Cirencester Town         | 2-2   | Odd Down                                                                    |
| 43     | Clacton Town             | 1-1   | Bedford Town                                                                |
| 44     | Clapton                  | 2-0   | Tilbury                                                                     |
| 45     | Clevedon Town            | 1-1   | Cinderford Town                                                             |
| 46     | Congleton Town           | 5-3   | Bilston Town                                                                |
| 47     | Consett                  | 1-2   | Newcastle Blue Star                                                         |
| 48     | Corinthian Casuals       | 1-2   | Worthing                                                                    |
| 49     | Crook Town               | 1-4   | Farsley Celtic                                                              |
| 50     | Desborough Town          | 1-2   | Raunds Town                                                                 |
| 51     | Droylsden                | 2-2   | Maltby Main                                                                 |
| 52     | East Preston             | 6-0   | Peacehaven & Telscombe                                                      |
| 53     | Eastbourne Town          | 2-2   | Tunbridge Wells                                                             |
| 54     | Eccleshill United        | 2-2   | Penrith                                                                     |
| 55     | Edgware Town             | 2-3   | Grays Athletic                                                              |
| 56     | Ely City                 | 0-4   | Harwich & Parkeston                                                         |
| 57     | Epsom & Ewell            | 2-1   | Shoreham                                                                    |
| 58     | Evenwood Town            | 4-1   | Durham City                                                                 |
| 59     | Falmouth Town            | 3-1   | Wimborne Town                                                               |
| 60     | Fisher Athletic London   | 4-0   | B A T Sports                                                                |
| 61     | Fleet Town               | 3-2   | Dartford                                                                    |
| 62     | Flixton                  | 3-0   | Brodsworth Miners Welfare                                                   |
| 63     | Ford United              | 1-1   | Barton Rovers                                                               |
| 64     | Glapwell                 | 1-2   | Matlock Town                                                                |
| 65     | Glasshoughton Welfare    | 3-1   | Salford City (Glasshoughton Welfare expelled for playing ineligible player) |
| 66     | Gosport Borough          | 0-2   | Croydon                                                                     |
| 67     | Great Harwood Town       | 3-3   | Whitley Bay                                                                 |
| 68     | Gretna                   | 0-0   | Harrogate Railway Athletic                                                  |
| 69     | Halesowen Harriers       | 1-2   | Nantwich Town                                                               |
| 70     | Harlow Town              | 5-0   | Diss Town                                                                   |
| 71     | Havant & Waterlooville   | 1-0   | Hassocks                                                                    |
| 72     | Hertford Town            | 0-0   | Barkingside                                                                 |
| 73     | Horsham                  | 2-2   | Bracknell Town                                                              |
| 74     | Hythe United             | 2-1   | Croydon Athletic                                                            |
| 75     | Langney Sports           | 3-1   | Hailsham Town                                                               |
| 76     | Leatherhead              | 5-0   | Whitehawk                                                                   |
| 77     | Leighton Town            | 1-2   | Ford Sports Daventry                                                        |
| 78     | Lewes                    | 1-2   | Erith & Belvedere                                                           |
| 79     | Lincoln United           | 3-0   | Wednesfield                                                                 |
| 80     | London Colney            | 1-3   | Braintree Town                                                              |
| 81     | Long Buckby              | 1-2   | Witney Town                                                                 |
| 82     | Maidenhead United        | 2-1   | Selsey                                                                      |
| 83     | Mangotsfield United      | 2-1   | Melksham Town                                                               |
| 84     | Marlow                   | 1-2   | Tiptree United                                                              |
| 85     | Metropolitan Police      | 2-2   | Canterbury City                                                             |
| 86     | Moor Green               | 6-1   | Pelsall Villa                                                               |
| 87     | Morpeth Town             | 2-0   | Skelmersdale United                                                         |
| 88     | Newcastle Town           | 1-3   | Chasetown                                                                   |
| 89     | Newmarket Town           | 0-0   | Great Yarmouth Town                                                         |
| 90     | Northampton Spencer      | 1-4   | Chelmsford City                                                             |
| 91     | Oldbury United           | 1-6   | Stourbridge                                                                 |
| 92     | Ossett Albion            | 1-1   | Workington                                                                  |
| 93     | Oxford City              | 3-2   | Chertsey Town                                                               |
| 94     | Paget Rangers            | 1-1   | Solihull Borough                                                            |
| 95     | Parkgate                 | 4-2   | Cheadle Town                                                                |
| 96     | Paulton Rovers           | 8-1   | Glastonbury                                                                 |
| 97     | Portfield                | 1-2   | Sittingbourne                                                               |
| 98     | Portsmouth Royal Navy    | 4-2   | Raynes Park Vale                                                            |
| 99     | Prescot Cables           | 5-2   | Liversedge                                                                  |
| 100    | Racing Club Warwick      | 1-0   | Willenhall Town                                                             |
| 101    | Radcliffe Borough        | 2-1   | Clitheroe                                                                   |
| 102    | Ramsbottom United        | 3-0   | Shildon                                                                     |
| 103    | Ringmer                  | 1-0   | Didcot Town                                                                 |
| 104    | Rocester                 | 3-0   | Holbeach United                                                             |
| 105    | Sandhurst Town           | 0-1   | Tonbridge Angels                                                            |
| 106    | Seaham Red Star          | 2-2   | Netherfield Kendal                                                          |
| 107    | Selby Town               | 6-0   | Curzon Ashton                                                               |
| 108    | Sheppey United           | 0-0   | Lymington & New Milton                                                      |
| 109    | Shepshed Dynamo          | 4-1   | Bloxwich Town                                                               |
| 110    | Slade Green              | 2-4   | Hungerford Town                                                             |
| 111    | South Shields            | 0-2   | Witton Albion                                                               |
| 112    | St Blazey                | 3-2   | E F C Cheltenham                                                            |
| 113    | St Helens Town           | 3-1   | Brandon United                                                              |
| 114    | St Leonards              | 2-0   | Erith Town                                                                  |
| 115    | Stafford Rangers         | 1-1   | Bedworth United                                                             |
| 116    | Staines Town             | 1-1   | Lowestoft Town                                                              |
| 117    | Stamford                 | 2-3   | Buxton                                                                      |
| 118    | Stapenhill               | 1-0   | Spalding United                                                             |
| 119    | Staveley Miners Welfare  | 1-3   | Leek C S O B                                                                |
| 120    | Stowmarket Town          | 0-1   | Romford                                                                     |
| 121    | Sudbury Town             | 4-0   | Ruislip Manor                                                               |
| 122    | Sudbury Wanderers        | 0-0   | Uxbridge                                                                    |
| 123    | Sutton Coldfield Town    | 2-1   | Kidsgrove Athletic                                                          |
| 124    | Tadcaster Albion         | 1-1   | Armthorpe Welfare                                                           |
| 125    | Taunton Town             | 4-0   | Bournemouth                                                                 |
| 126    | Thackley                 | 2-0   | Bacup Borough                                                               |
| 127    | Thamesmead Town          | 3-0   | Horsham Y M C A                                                             |
| 128    | Thatcham Town            | 3-4   | Ashford Town (Kent)                                                         |
| 129    | Tiverton Town            | 2-0   | Weston Super Mare                                                           |
| 130    | Trafford                 | 1-2   | Mossley                                                                     |
| 131    | Tring Town               | 0-1   | Wingate & Finchley                                                          |
| 132    | Tuffley Rovers           | 0-3   | Minehead Town                                                               |
| 133    | Viking Sports            | 1-5   | Bashley                                                                     |
| 134    | Ware                     | 3-2   | Leyton Pennant                                                              |
| 135    | Warrington Town          | 0-4   | North Ferriby United                                                        |
| 136    | West Auckland Town       | 5-0   | Rossington Main                                                             |
| 137    | West Midlands Police     | 1-0   | Stratford Town                                                              |
| 138    | Westbury United          | 3-3   | Elmore                                                                      |
| 139    | Whickham                 | 0-2   | Stocksbridge Park Steels                                                    |
| 140    | Whyteleafe               | 2-2   | Banstead Athletic                                                           |
| 141    | Windsor & Eton           | 1-1   | Chichester City                                                             |
| 142    | Witham Town              | 1-0   | Hitchin Town                                                                |
| 143    | Woodbridge Town          | 4-2   | Southall                                                                    |
| 144    | Wroxham                  | 3-0   | Stewart & Lloyds Corby                                                      |
| 145    | Yaxley                   | 2-5   | Berkhamsted Town                                                            |
| 146    | Yeading                  | 1-2   | Welwyn Garden City                                                          |

### Những trận đá lại
| Thứ tự                                          | Đội nhà                      | Tỷ số | Đội khách           |
| ----------------------------------------------- | ---------------------------- | ----- | ------------------- |
| 31                                              | Pershore Town                | 4-2   | Brislington         |
| 36                                              | Basildon United              | 2-0   | Burnham Ramblers    |
| 39                                              | Ryhope Community Association | 2-1   | Chadderton          |
| 40                                              | St Neots Town                | 0-3   | Chalfont St Peter   |
| 42                                              | Odd Down                     | 0-2   | Cirencester Town    |
| 43                                              | Bedford Town                 | 2-0   | Clacton Town        |
| 45                                              | Cinderford Town              | 0-0   | Clevedon Town       |
| (Cinderford Town thắng 5-4 trên chấm phạt đền)  |                              |       |                     |
| 51                                              | Maltby Main                  | 0-2   | Droylsden           |
| 53                                              | Tunbridge Wells              | 2-4   | Eastbourne Town     |
| 54                                              | Penrith                      | 6-0   | Eccleshill United   |
| 63                                              | Barton Rovers                | 0-1   | Ford United         |
| 67                                              | Whitley Bay                  | 1-2   | Great Harwood Town  |
| 68                                              | Harrogate Railway Athletic   | 2-1   | Gretna              |
| 72                                              | Barkingside                  | 3-2   | Hertford Town       |
| 73                                              | Bracknell Town               | 3-4   | Horsham             |
| 85                                              | Canterbury City              | 1-1   | Metropolitan Police |
| (Canterbury Town thắng 4-3 trên chấm phạt đền)  |                              |       |                     |
| 89                                              | Great Yarmouth Town          | 2-2   | Newmarket Town      |
| (Newmarket Town thắng 4-2 trên chấm phạt đền)   |                              |       |                     |
| 92                                              | Workington                   | 2-2   | Ossett Albion       |
| (Ossett Albion thắng 4-2 trên chấm phạt đền)    |                              |       |                     |
| 94                                              | Solihull Borough             | 4-2   | Paget Rangers       |
| 106                                             | Netherfield Kendal           | 8-1   | Seaham Red Star     |
| 108                                             | Lymington & New Milton       | 1-2   | Sheppey United      |
| 115                                             | Bedworth United              | 1-2   | Stafford Rangers    |
| 116                                             | Lowestoft Town               | 2-2   | Staines Town        |
| (Lowestoft Town thắng 3-1 trên chấm phạt đền)   |                              |       |                     |
| 122                                             | Uxbridge                     | 3-2   | Sudbury Wanderers   |
| 124                                             | Armthorpe Welfare            | 0-0   | Tadcaster Albion    |
| (Tadcaster Albion thắng 4-3 trên chấm phạt đền) |                              |       |                     |
| 138                                             | Elmore                       | 4-0   | Westbury United     |
| 140                                             | Banstead Athletic            | 1-2   | Whyteleafe          |
| 141                                             | Chichester City              | 0-4   | Windsor & Eton      |

## Vòng loại 2

### Những trận kết thúc
| Thứ tự | Đội nhà                    | Tỷ số | Đội khách                    |
| ------ | -------------------------- | ----- | ---------------------------- |
| 1      | Arnold Town                | 1-1   | Matlock Town                 |
| 2      | Ash United                 | 1-5   | Walton & Hersham             |
| 3      | Ashton United              | 1-0   | Altrincham                   |
| 4      | Atherstone United          | 0-0   | Nuneaton Borough             |
| 5      | Aylesbury United           | 3-1   | Horsham                      |
| 6      | Backwell United            | 1-1   | Basingstoke Town             |
| 7      | Banbury United             | 2-2   | Epsom & Ewell                |
| 8      | Barking                    | 1-0   | Beaconsfield S Y C O B       |
| 9      | Basildon United            | 2-2   | Barkingside                  |
| 10     | Bath City                  | 3-1   | Cirencester Town             |
| 11     | Bedfont                    | 0-2   | Chipstead                    |
| 12     | Bedlington Terriers        | 1-1   | Bamber Bridge                |
| 13     | Belper Town                | 1-2   | Stafford Rangers             |
| 14     | Berkhamsted Town           | 1-1   | Langney Sports               |
| 15     | Billericay Town            | 4-0   | Tonbridge Angels             |
| 16     | Billingham Synthonia       | 0-0   | Mossley                      |
| 17     | Bishop's Stortford         | 0-2   | Aldershot Town               |
| 18     | Blakenall                  | 1-0   | Lincoln United               |
| 19     | Boreham Wood               | 4-0   | Saltdean United              |
| 20     | Bradford Park Avenue       | 1-0   | Stocksbridge Park Steels     |
| 21     | Bromley                    | 2-1   | Chesham United               |
| 22     | Bromsgrove Rovers          | 1-1   | King's Lynn                  |
| 23     | Burscough                  | 2-2   | Evenwood Town                |
| 24     | Camberley Town             | 2-1   | Ringmer                      |
| 25     | Cambridge City             | 1-1   | Glossop North End            |
| 26     | Chasetown                  | 0-1   | Buxton                       |
| 27     | Chester-Le-Street Town     | 1-1   | West Auckland Town           |
| 28     | Clapton                    | 0-1   | Purfleet                     |
| 29     | Colwyn Bay                 | 0-1   | Emley                        |
| 30     | Congleton Town             | 1-0   | Boston United                |
| 31     | Crawley Town               | 5-0   | Canterbury City              |
| 32     | Croydon                    | 0-4   | Enfield                      |
| 33     | Dagenham & Redbridge       | 4-0   | Eastbourne Town              |
| 34     | Dorchester Town            | 0-3   | Salisbury City               |
| 35     | Dorking                    | 0-5   | Carshalton Athletic          |
| 36     | Droylsden                  | 6-0   | St Helens Town               |
| 37     | Dulwich Hamlet             | 1-0   | Deal Town                    |
| 38     | East Preston               | 0-2   | Worthing                     |
| 39     | Elmore                     | 0-1   | Barnstaple Town              |
| 40     | Erith & Belvedere          | 0-1   | Windsor & Eton               |
| 41     | Falmouth Town              | 1-0   | Tiverton Town                |
| 42     | Fisher Athletic London     | 1-2   | Halstead Town                |
| 43     | Flixton                    | 4-0   | Spennymoor United            |
| 44     | Ford Sports Daventry       | 2-1   | Aveley                       |
| 45     | Ford United                | 1-1   | Woodbridge Town              |
| 46     | Gateshead                  | 3-0   | Bishop Auckland              |
| 47     | Gloucester City            | 2-1   | Paulton Rovers               |
| 48     | Grantham Town              | 4-0   | West Midlands Police         |
| 49     | Gravesend & Northfleet     | 3-1   | Oxford City                  |
| 50     | Grays Athletic             | 2-0   | Ashford Town (Kent)          |
| 51     | Great Harwood Town         | 1-3   | Marine                       |
| 52     | Halesowen Town             | 2-2   | Eastwood Town                |
| 53     | Harrogate Railway Athletic | 1-1   | Prescot Cables               |
| 54     | Harrow Borough             | 3-0   | Thamesmead Town              |
| 55     | Harwich & Parkeston        | 0-2   | Chalfont St Peter            |
| 56     | Havant & Waterlooville     | 5-1   | Hampton                      |
| 57     | Hendon                     | 1-1   | Chelmsford City              |
| 58     | Heybridge Swifts           | 3-1   | Bashley                      |
| 59     | Hungerford Town            | 6-0   | Portsmouth Royal Navy        |
| 60     | Hyde United                | 4-0   | Gainsborough Trinity         |
| 61     | Ilkeston Town              | 2-0   | Moor Green                   |
| 62     | Leek C S O B               | 2-3   | Tamworth                     |
| 63     | Leigh R M I                | 1-0   | Winsford United              |
| 64     | Louth United               | 0-2   | Brigg Town                   |
| 65     | Mangotsfield United        | 0-1   | Worcester City               |
| 66     | Merthyr Tydfil             | 0-2   | Weymouth                     |
| 67     | Minehead Town              | 0-0   | Bridgwater Town              |
| 68     | Morpeth Town               | 0-0   | Ossett Albion                |
| 69     | Nantwich Town              | 1-1   | Raunds Town                  |
| 70     | Netherfield Kendal         | 1-3   | Lancaster City               |
| 71     | Newmarket Town             | 1-1   | Hastings Town                |
| 72     | North Ferriby United       | 5-3   | Newcastle Blue Star          |
| 73     | Parkgate                   | 0-3   | Sutton Coldfield Town        |
| 74     | Penrith                    | 1-1   | Chorley                      |
| 75     | Pershore Town              | 1-3   | St Blazey                    |
| 76     | Racing Club Warwick        | 0-1   | Stourbridge                  |
| 77     | Radcliffe Borough          | 2-0   | Ryhope Community Association |
| 78     | Ramsbottom United          | 3-0   | Billingham Town              |
| 79     | Rocester                   | 0-1   | Burton Albion                |
| 80     | Romford                    | 1-2   | St Albans City               |
| 81     | Runcorn                    | 0-0   | Blyth Spartans               |
| 82     | Selby Town                 | 1-2   | Frickley Athletic            |
| 83     | Sheppey United             | 0-0   | Leatherhead                  |
| 84     | Shepshed Dynamo            | 1-2   | Gresley Rovers               |
| 85     | Slough Town                | 1-1   | Fleet Town                   |
| 86     | Solihull Borough           | 0-1   | Hucknall Town                |
| 87     | St Leonards                | 0-1   | Sutton United                |
| 88     | Stalybridge Celtic         | 1-2   | Worksop Town                 |
| 89     | Stapenhill                 | 0-4   | Rothwell Town                |
| 90     | Sudbury Town               | 0-0   | Sittingbourne                |
| 91     | Tadcaster Albion           | 1-2   | Farsley Celtic               |
| 92     | Taunton Town               | 3-1   | Cinderford Town              |
| 93     | Thackley                   | 1-1   | Guiseley                     |
| 94     | Tiptree United             | 0-1   | Royston Town                 |
| 95     | Tooting & Mitcham United   | 2-3   | Lowestoft Town               |
| 96     | Uxbridge                   | 0-5   | Maidenhead United            |
| 97     | Ware                       | 1-1   | Braintree Town               |
| 98     | Wealdstone                 | 0-0   | Newport I O W                |
| 99     | Welwyn Garden City         | 2-2   | Great Wakering Rovers        |
| 100    | Whitby Town                | 4-2   | Accrington Stanley           |
| 101    | Whyteleafe                 | 2-1   | Bedford Town                 |
| 102    | Wingate & Finchley         | 0-5   | Canvey Island                |
| 103    | Witham Town                | 5-2   | Hythe United                 |
| 104    | Witney Town                | 1-1   | Wroxham                      |
| 105    | Witton Albion              | 7-2   | Salford City                 |
| 106    | Wivenhoe Town              | 1-3   | Harlow Town                  |

### Những trận đá lại
| Thứ tự                                             | Đội nhà               | Tỷ số | Đội khách                  |
| -------------------------------------------------- | --------------------- | ----- | -------------------------- |
| 1                                                  | Matlock Town          | 0-2   | Arnold Town                |
| 4                                                  | Nuneaton Borough      | 3-0   | Atherstone United          |
| 6                                                  | Basingstoke Town      | 1-0   | Backwell United            |
| 7                                                  | Epsom & Ewell         | 0-1   | Banbury United             |
| 9                                                  | Barkingside           | 3-3   | Basildon United            |
| (Basildon United thắng 4-2 trên chấm phạt đền)     |                       |       |                            |
| 12                                                 | Bamber Bridge         | 4-4   | Bedlington Terriers        |
| (Bedlington Terriers thắng 4-3 trên chấm phạt đền) |                       |       |                            |
| 14                                                 | Langney Sports        | 0-0   | Berkhamsted Town           |
| (Langney Sports thắng 4-3 trên chấm phạt đền)      |                       |       |                            |
| 16                                                 | Mossley               | 1-0   | Billingham Synthonia       |
| 22                                                 | King's Lynn           | 2-1   | Bromsgrove Rovers          |
| 23                                                 | Evenwood Town         | 0-6   | Burscough                  |
| 25                                                 | Glossop North End     | 1-1   | Cambridge City             |
| (Glossop North End thắng 5-4 trên chấm phạt đền)   |                       |       |                            |
| 27                                                 | West Auckland Town    | 2-0   | Chester-Le-Street Town     |
| 45                                                 | Woodbridge Town       | 1-2   | Ford United                |
| 52                                                 | Eastwood Town         | 0-1   | Halesowen Town             |
| 53                                                 | Prescot Cables        | 2-0   | Harrogate Railway Athletic |
| 57                                                 | Chelmsford City       | 2-3   | Hendon                     |
| 67                                                 | Bridgwater Town       | 0-1   | Minehead Town              |
| 68                                                 | Ossett Albion         | 2-2   | Morpeth Town               |
| (Morpeth Town thắng 4-2 trên chấm phạt đền)        |                       |       |                            |
| 69                                                 | Raunds Town           | 2-0   | Nantwich Town              |
| 71                                                 | Hastings Town         | 2-1   | Newmarket Town             |
| 74                                                 | Chorley               | 1-0   | Penrith                    |
| 81                                                 | Blyth Spartans        | 2-4   | Runcorn                    |
| 83                                                 | Leatherhead           | 3-1   | Sheppey United             |
| 85                                                 | Fleet Town            | 0-2   | Slough Town                |
| 90                                                 | Sittingbourne         | 1-2   | Sudbury Town               |
| 93                                                 | Guiseley              | 2-1   | Thackley                   |
| 97                                                 | Braintree Town        | 4-1   | Ware                       |
| 98                                                 | Newport I O W         | 3-2   | Wealdstone                 |
| 99                                                 | Great Wakering Rovers | 3-4   | Welwyn Garden City         |
| 104                                                | Wroxham               | 2-3   | Witney Town                |

## Vòng loại 3

### Những trận kết thúc
| Thứ tự | Đội nhà                | Tỷ số | Đội khách            |
| ------ | ---------------------- | ----- | -------------------- |
| 1      | Aylesbury United       | 0-1   | Carshalton Athletic  |
| 2      | Banbury United         | 0-4   | Enfield              |
| 3      | Barnstaple Town        | 0-1   | Cheltenham Town      |
| 4      | Basingstoke Town       | 2-0   | Chalfont St Peter    |
| 5      | Bradford Park Avenue   | 0-1   | Ashton United        |
| 6      | Braintree Town         | 1-3   | Camberley Town       |
| 7      | Brigg Town             | 0-2   | Tamworth             |
| 8      | Burton Albion          | 2-1   | Nuneaton Borough     |
| 9      | Buxton                 | 0-0   | Leek Town            |
| 10     | Congleton Town         | 1-1   | Hednesford Town      |
| 11     | Crawley Town           | 1-0   | Billericay Town      |
| 12     | Dagenham & Redbridge   | 2-0   | Chipstead            |
| 13     | Doncaster Rovers       | 2-0   | Flixton              |
| 14     | Droylsden              | 2-0   | Northwich Victoria   |
| 15     | Dulwich Hamlet         | 2-2   | Purfleet             |
| 16     | Emley                  | 0-0   | Marine               |
| 17     | Farnborough Town       | 2-0   | Heybridge Swifts     |
| 18     | Ford Sports Daventry   | 2-2   | Sutton United        |
| 19     | Frickley Athletic      | 1-0   | Witton Albion        |
| 20     | Gateshead              | 2-1   | Barrow               |
| 21     | Glossop North End      | 2-3   | Grantham Town        |
| 22     | Gloucester City        | 10-0  | Sudbury Town         |
| 23     | Gravesend & Northfleet | 0-0   | Dover Athletic       |
| 24     | Grays Athletic         | 0-1   | Aldershot Town       |
| 25     | Guiseley               | 1-1   | Chorley              |
| 26     | Halesowen Town         | 1-2   | Gresley Rovers       |
| 27     | Harlow Town            | 2-4   | Hendon               |
| 28     | Hastings Town          | 0-3   | Yeovil Town          |
| 29     | Havant & Waterlooville | 0-0   | Witham Town          |
| 30     | Hayes                  | 1-0   | Bromley              |
| 31     | Hereford United        | 2-3   | Newport I O W        |
| 32     | Hucknall Town          | 0-0   | Stourbridge          |
| 33     | Hungerford Town        | 1-1   | Salisbury City       |
| 34     | Ilkeston Town          | 1-2   | King's Lynn          |
| 35     | Kidderminster Harriers | 3-1   | Blakenall            |
| 36     | Langney Sports         | 4-1   | Harrow Borough       |
| 37     | Leatherhead            | 2-0   | Windsor & Eton       |
| 38     | Lowestoft Town         | 4-2   | Canvey Island        |
| 39     | Maidenhead United      | 2-4   | Kingstonian          |
| 40     | Minehead Town          | 1-5   | Woking               |
| 41     | Morecambe              | 4-2   | Farsley Celtic       |
| 42     | Morpeth Town           | 1-0   | Prescot Cables       |
| 43     | Mossley                | 0-1   | Lancaster City       |
| 44     | Radcliffe Borough      | 0-1   | Burscough            |
| 45     | Ramsbottom United      | 0-5   | Southport            |
| 46     | Raunds Town            | 2-2   | Rothwell Town        |
| 47     | Royston Town           | 0-2   | Boreham Wood         |
| 48     | Runcorn                | 1-1   | North Ferriby United |
| 49     | Rushden & Diamonds     | 2-0   | Forest Green Rovers  |
| 50     | Slough Town            | 3-1   | Halstead Town        |
| 51     | St Albans City         | 3-0   | Basildon United      |
| 52     | St Blazey              | 1-0   | Barking              |
| 53     | Stafford Rangers       | 5-1   | Arnold Town          |
| 54     | Sutton Coldfield Town  | 1-1   | Telford United       |
| 55     | Taunton Town           | 4-3   | Kettering Town       |
| 56     | Walton & Hersham       | 2-2   | Bath City            |
| 57     | Welling United         | 3-2   | Weymouth             |
| 58     | Welwyn Garden City     | 2-2   | Ford United          |
| 59     | West Auckland Town     | 2-0   | Hyde United          |
| 60     | Whitby Town            | 1-1   | Bedlington Terriers  |
| 61     | Witney Town            | 1-2   | Stevenage Borough    |
| 62     | Worcester City         | 3-1   | Falmouth Town        |
| 63     | Worksop Town           | 1-2   | Leigh R M I          |
| 64     | Worthing               | 0-2   | Whyteleafe           |

### Những trận đá lại
| Thứ tự                                             | Đội nhà              | Tỷ số | Đội khách              |
| -------------------------------------------------- | -------------------- | ----- | ---------------------- |
| 9                                                  | Leek Town            | 3-0   | Buxton                 |
| 10                                                 | Hednesford Town      | 1-0   | Congleton Town         |
| 15                                                 | Purfleet             | 1-3   | Dulwich Hamlet         |
| 16                                                 | Marine               | 1-4   | Emley                  |
| 18                                                 | Sutton United        | 3-0   | Ford Sports Daventry   |
| 23                                                 | Dover Athletic       | 3-2   | Gravesend & Northfleet |
| 25                                                 | Chorley              | 1-2   | Guiseley               |
| 29                                                 | Witham Town          | 0-4   | Havant & Waterlooville |
| 32                                                 | Stourbridge          | 3-0   | Hucknall Town          |
| 33                                                 | Salisbury City       | 3-2   | Hungerford Town        |
| 46                                                 | Rothwell Town        | 0-1   | Raunds Town            |
| 48                                                 | North Ferriby United | 2-1   | Runcorn                |
| (Suất đi tiếp được trao cho Runcorn)               |                      |       |                        |
| 54                                                 | Telford United       | 1-0   | Sutton Coldfield Town  |
| 56                                                 | Bath City            | 3-0   | Walton & Hersham       |
| 58                                                 | Ford United          | 4-2   | Welwyn Garden City     |
| 60                                                 | Bedlington Terriers  | 1-1   | Whitby Town            |
| (Bedlington Terriers thắng 4-3 trên chấm phạt đền) |                      |       |                        |

## Vòng sơ loại thứ 4

### Những trận kết thúc
| Thứ tự | Đội nhà                | Tỷ số | Đội khách           |
| ------ | ---------------------- | ----- | ------------------- |
| 1      | Aldershot Town         | 0-0   | Woking              |
| 2      | Basingstoke Town       | 2-2   | Dover Athletic      |
| 3      | Boreham Wood           | 1-0   | Sutton United       |
| 4      | Carshalton Athletic    | 0-6   | Salisbury City      |
| 5      | Cheltenham Town        | 3-2   | Taunton Town        |
| 6      | Crawley Town           | 0-0   | Slough Town         |
| 7      | Dagenham & Redbridge   | 0-3   | Stevenage Borough   |
| 8      | Doncaster Rovers       | 3-1   | Guiseley            |
| 9      | Droylsden              | 1-2   | Leigh R M I         |
| 10     | Dulwich Hamlet         | 3-2   | Newport I O W       |
| 11     | Emley                  | 1-1   | Gateshead           |
| 12     | Enfield                | 2-0   | Raunds Town         |
| 13     | Farnborough Town       | 1-3   | Yeovil Town         |
| 14     | Frickley Athletic      | 0-0   | Gresley Rovers      |
| 15     | Havant & Waterlooville | 2-2   | Hayes               |
| 16     | Hendon                 | 4-0   | Bath City           |
| 17     | Kidderminster Harriers | 2-1   | Gloucester City     |
| 18     | King's Lynn            | 0-1   | West Auckland Town  |
| 19     | Leatherhead            | 1-1   | Rushden & Diamonds  |
| 20     | Leek Town              | 0-3   | Lancaster City      |
| 21     | Lowestoft Town         | 1-3   | Ford United         |
| 22     | Morecambe              | 1-2   | Hednesford Town     |
| 23     | Morpeth Town           | 0-1   | Burton Albion       |
| 24     | Runcorn                | 5-3   | Ashton United       |
| 25     | Southport              | 4-0   | Stourbridge         |
| 26     | St Albans City         | 1-1   | Kingstonian         |
| 27     | St Blazey              | 0-2   | Camberley Town      |
| 28     | Stafford Rangers       | 1-2   | Bedlington Terriers |
| 29     | Tamworth               | 2-1   | Grantham Town       |
| 30     | Telford United         | 2-1   | Burscough           |
| 31     | Welling United         | 3-1   | Whyteleafe          |
| 32     | Worcester City         | 7-0   | Langney Sports      |

### Những trận đá lại
| Thứ tự                                     | Đội nhà            | Tỷ số | Đội khách              |
| ------------------------------------------ | ------------------ | ----- | ---------------------- |
| 1                                          | Woking             | 2-1   | Aldershot Town         |
| 2                                          | Dover Athletic     | 1-2   | Basingstoke Town       |
| 6                                          | Slough Town        | 3-2   | Crawley Town           |
| 11                                         | Gateshead          | 0-2   | Emley                  |
| 14                                         | Gresley Rovers     | 2-1   | Frickley Athletic      |
| 15                                         | Hayes              | 1-1   | Havant & Waterlooville |
| (Hayes thắng 4-3 trên chấm phạt đền)       |                    |       |                        |
| 19                                         | Rushden & Diamonds | 4-0   | Leatherhead            |
| 26                                         | Kingstonian        | 1-1   | St Albans City         |
| (Kingstonian thắng 5-4 trên chấm phạt đền) |                    |       |                        |